# Amigos de Jesús
Amigos de Jesús es una comedia española rodada en Estados Unidos (Nueva York, Las Vegas), trata sobre la amistad desde el personal punto de vista del director, Antonio Muñoz de Mesa.

## Sinopsis
Mateo, Juan y Lucas, que son amigos de Jesús, deciden regalarle un viaje a Nueva York con el objetivo de que se olvide de Paula. Allí descubre que uno de los tres se está acostando con la chica, por lo que decide organizar un viaje a Las Vegas para que un chamán realice un curioso conjuro.
- Datos: Q5672624